# Chiesa di San Vigilio (Ossana)
La chiesa di San Vigilio è la parrocchiale di Ossana, comune della Val di Sole in Trentino. Il luogo di culto fa parte della zona pastorale delle Valli del Noce dell'arcidiocesi di Trento e risale al XII secolo.

## Storia

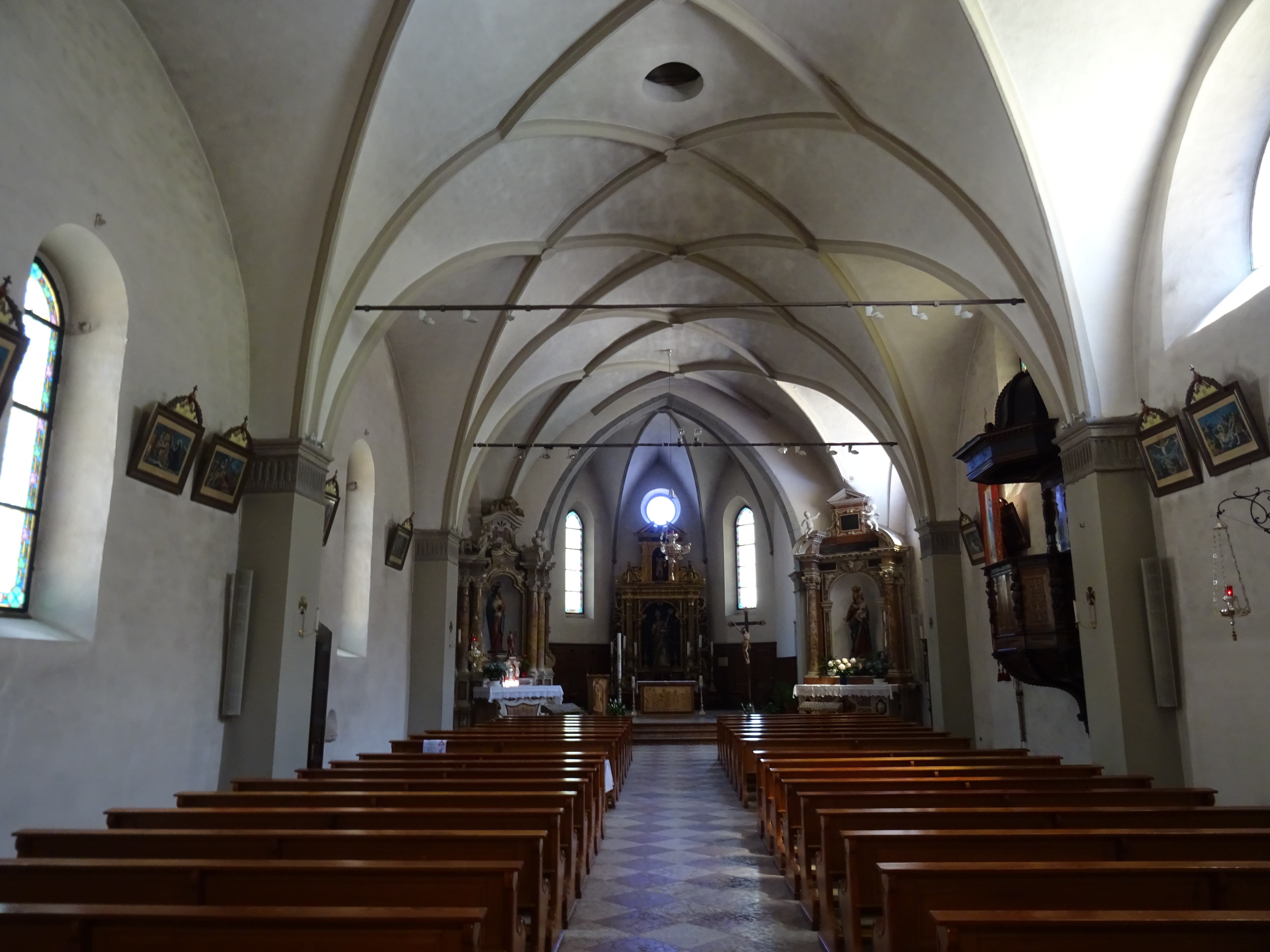
Interno

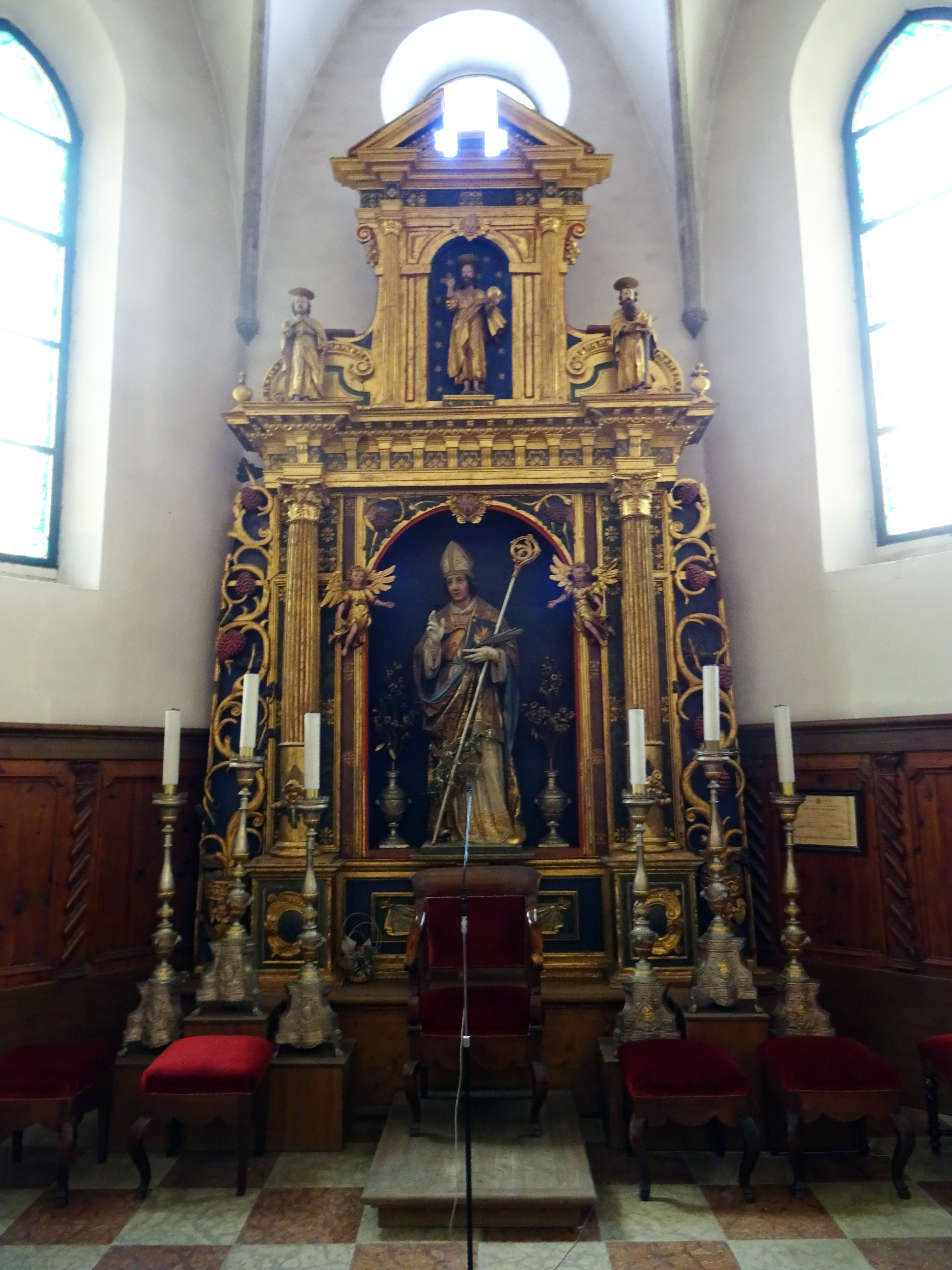
Altare maggiore

La pieve di Ossana viene documentata per la prima volta nel 1183 ed è tra le più antiche dell'alta Val di Sole, erecta ab immemorabili.
Venne ricostruita a partire dal 1495 e gli interni furono decorati ad affresco da maestranze provenienti dalla Lombardia. La solenne consacrazione venne celebrata nel 1558 da Mariano di Nano, vescovo suffraganeo di Trento.
I lavori strutturali si conclusero solo nel 1609 ma già nel 1637 fu necessario un intervento sulle coperture del tetto e due anni dopo su quelle della torre campanaria: La sagrestia venne demolita da una disastrosa alluvione nel 1656.
Dopo la metà del XIX secolo vennero realizzati alcuni interventi come la posa di una nuova pavimentazione della sala con pietra rossa e bianca proveniente dalle vicine cave vicine di Priò e Tres, la sistemazione della copertura della torre campanaria con un classico tetto piramidale e la realizzazione, sulla facciata, del protiro.
L'adeguamento liturgico è stato realizzato tra il 2000 e il 2008 e senza caratteristiche permanenti. La mensa rivolta al popolo è stata posta al centro del presbiterio storico e l'ambone è stato sistemato sulla sinistra; entrambi i poli sono sculture lignee. La sede del celebrante è costituita da una sedia del XIX secolo, sempre in legno. Gli ultimi interventi hanno riguardato, nel 2010, l'installazione di un moderno impianto antifurti.

## Descrizione

### Esterni
La chiesa è posta in posizione dominante nel centro dell'abitato di Ossana e mostra orientamento tradizionale verso est. La facciata a capanna con due spioventi è caratterizzata dai due contrafforti in pietra a forma di pilastro posti ai lati e dal protiro con la data 1536. Il portale architravato ha un frontone triangolare e la parte superiore è affrescata. La torre campanaria romanica si alza in posizione arretrata sulla sinistra, sullo stesso lato dove si apre l'ingresso secondario. La cella si apre con quattro finestre a bifora e culmina con la copertura a forma di piramide acuta a base quadrata.

### Interni
La navata interna è unica, ricoperta dalla volta a botte e con quattro campate. Il presbiterio, con abside a base poligonale, è leggermente rialzato. L'altare maggiore ligneo del XVII secolo è particolarmente prezioso ed è stato intagliato da Giovanni Battista Ramus. I due altari laterali sono marmorei, entrambi del XVII secolo. Nella sala sono conservate statue in legno raffiguranti due Angeli scolpite nel 1646 da Giandomenico Bezzi, allievo di Ramus.